# Sake (Sprache)
Sake (auch Asake und Shake) ist eine Bantusprache und wird von circa 1000 Menschen (Zensus 2000) in Gabun in der Provinz Ogooué-Ivindo im Gebiet um Booue gesprochen.
Sake gilt als bedrohte Sprache.

## Klassifikation
Sake ist eine Nordwest-Bantusprache und gehört zur Kele-Gruppe, die als Guthrie-Zone B20 klassifiziert wird.